# جوليس فـان بوست
جوليس فـان بوست هو لاعب كرة قدم بلجيكي، ولد في 24 يناير 2003 في بلجيكا.